# Tisztelendő Anya (Dűne)
A Tisztelendő Anyák Frank Herbert A Dűne című regényének kitalált alakjai.  A Tisztelendő Anya megnevezés a teljes kiképzésen átesett Bene Gesserit nőt jelenti. A Bene Gesserit zártkörű rend, kulcsfontosságú társadalmi, vallási és politikai erőt képvisel, melynek tagjai több évig tartó fizikai és mentális kondicionálással edzik testüket és elméjüket. 
A fremen sziecsek Tisztelendő Anyái tulajdonságaikban az előbbiekkel gyakorlatilag megegyeznek, de nem kapnak harci kiképzést.
A Bene Gesserit képzés utolsó állomása egy bonyolult szertartás, a Tisztelendő Anyák próbatétele. A Bene Gesserit egyféle tudatmódosító mérget vesz magához. A drog méregként lép be a testébe, amelyet – az arra alkalmas személy – szervezete nem mérgező anyaggá alakít át, tudatosan megváltoztatva annak molekulaszerkezetét. A szer hatására a tudat magasabb szintre kerül, és az összes őt megelőző Tisztelendő Anya memóriájával gyarapszik. Az eredmény hatalmas tudás és bölcsesség, és szellemi erő.
Az Arrakison a fremen Tisztelendő Anya szentelés során egy bizonyos mérget, a vízbe fojtott homokféreg váladékát, az úgynevezett Élet Vizét használják a szertartás során.
Férfi embernek nincs esélye, hogy túlélje ezeket a szertartásokat. A Bene Gesserit célja, hogy alapos genetikai programja során kifejlessze azt a férfit, aki túléli a szertartást. Ő a Kwisatz Haderach. Részben ennek a programnak lett a végeredménye Paul Atreides herceg.
Lady Jessica Tisztelendő Anya leánya Alia Atreides (Paul Atreides húga) véletlenül változott át Tisztelendő Anyává, amikor édesanyja méhében élte át annak felszentelését. A végeredmény sokkal erősebb és veszedelmesebb, mint a Kwisatz Haderach.